# William Tecumseh Sherman
William Tecumseh Sherman, född 8 februari 1820 i Lancaster i Ohio, död 14 februari 1891 i New York i New York, var en amerikansk militär; general i Nordstatsarmén (1869).
I amerikanska inbördeskriget var han general som blev både hyllad och kritiserad. Kritiken berodde på att han använde brända jordens taktik som inte ansågs vara tillbörlig då civila drabbades hårt.

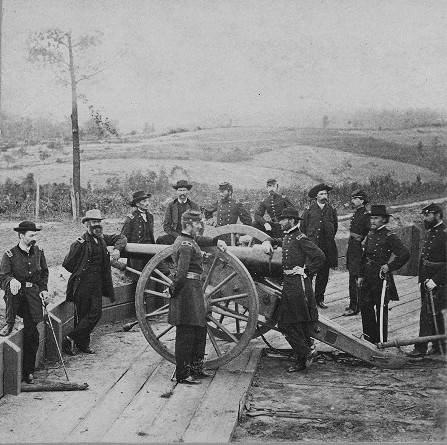
Sherman med stab utanför Atlanta 1864

Sherman tjänstgjorde under Ulysses S. Grant i slaget vid Shiloh. Han var även med i slaget vid Vicksburg och Chattanoogafälttåget. Efter slaget vid Atlanta och senare erövringen av staden började den berömda och kritiserade Shermans marsch mot havet. Våren 1865 brände han ner Columbia i South Carolina. General Joseph E. Johnston och P.G.T. Beauregard tvingades kapitulera inför Sherman. Kritikerna anser att det inte var därför Beauregard kapitulerade, utan att efter general Robert E. Lees kapitulation 1865 efter slaget vid Appomattox Court House tappade alla andra konfederationsgeneraler stridsviljan och kapitulerade.
Sherman har givit namn till stridsvagnen M4 Sherman och trädet General Sherman. Ryttarstatyer av Sherman finns i President's Park i Washington DC och på Grand Army Plaza på Manhattan i New York.